# Clay County (Minnesota)
Das Clay County ist ein County im US-amerikanischen Bundesstaat Minnesota. Im Jahr 2020 hatte das County 65.318 Einwohner und eine Bevölkerungsdichte von 24,1 Einwohnern pro Quadratkilometer. Der Verwaltungssitz (County Seat) ist Moorhead, das nach William G. Moorhead, einem Verantwortlichen der Northern Pacific Railroad benannt wurde.
Das Clay County ist Bestandteil der Fargo–Moorhead Metropolitan Area.

## Geographie
Das County liegt im Nordwesten von Minnesota am östlichen Ufer des Red River of the North, der die Grenze zu North Dakota bildet. Es hat eine Fläche von 2727 Quadratkilometern, wovon 19 Quadratkilometer Wasserfläche sind. An das Clay County grenzen folgende Nachbarcountys:
|                                | Norman County |                   |
| Cass County (North Dakota)     |               | Becker County     |
| Richland County (South Dakota) | Wilkin County | Otter Tail County |

## Geschichte

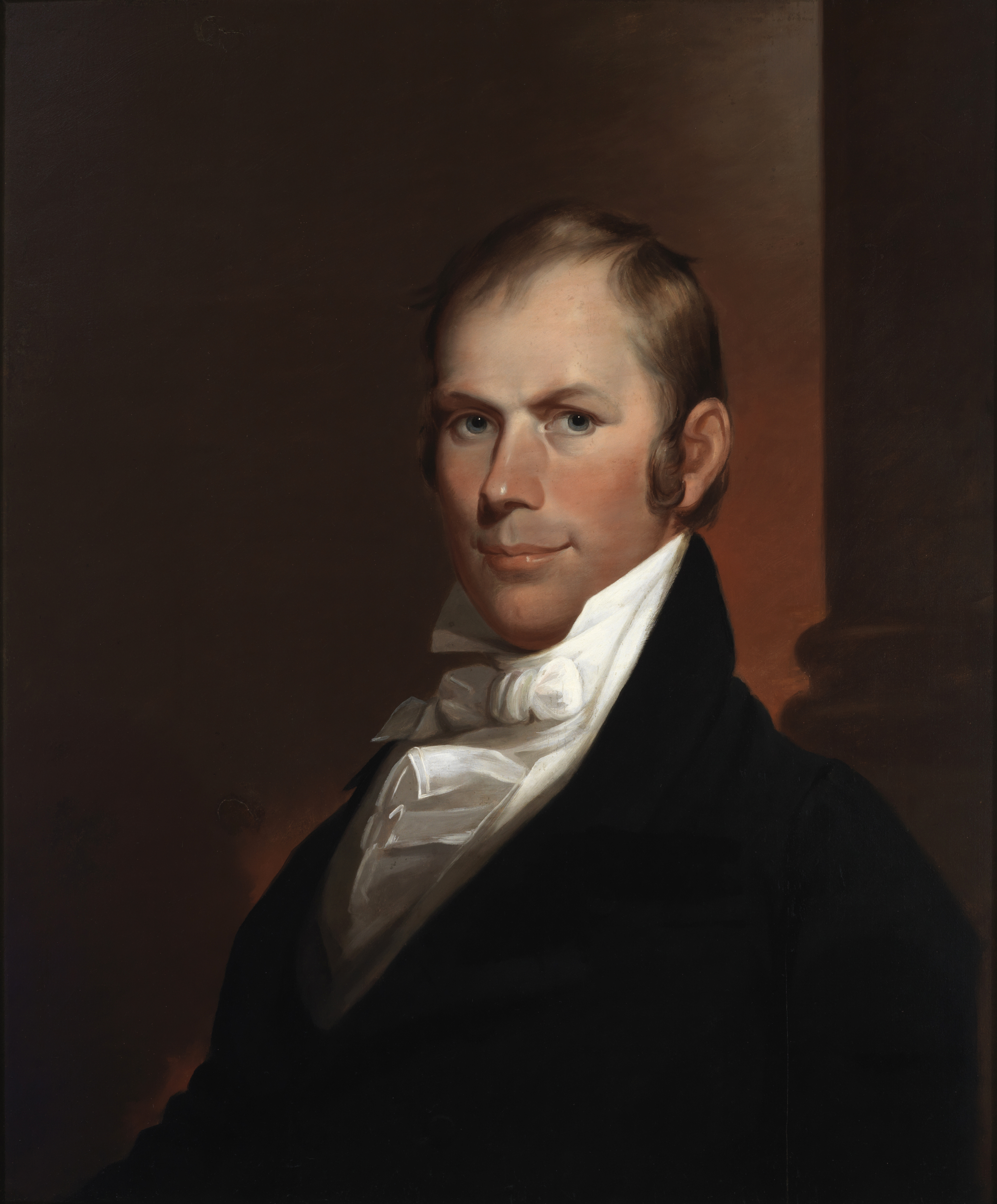
H. Clay

Das Clay County wurde am 18. März 1858 aus Teilen des nicht mehr existenten Pembina County gebildet. Benannt wurde es nach Henry Clay (1777–1852), einem US-amerikanischen Politiker, Mitglied des Repräsentantenhauses und des Senats sowie Außenminister.

18 Bauwerke und Stätten des Countys sind im National Register of Historic Places eingetragen (Stand 28. Januar 2018).

## Demografische Daten

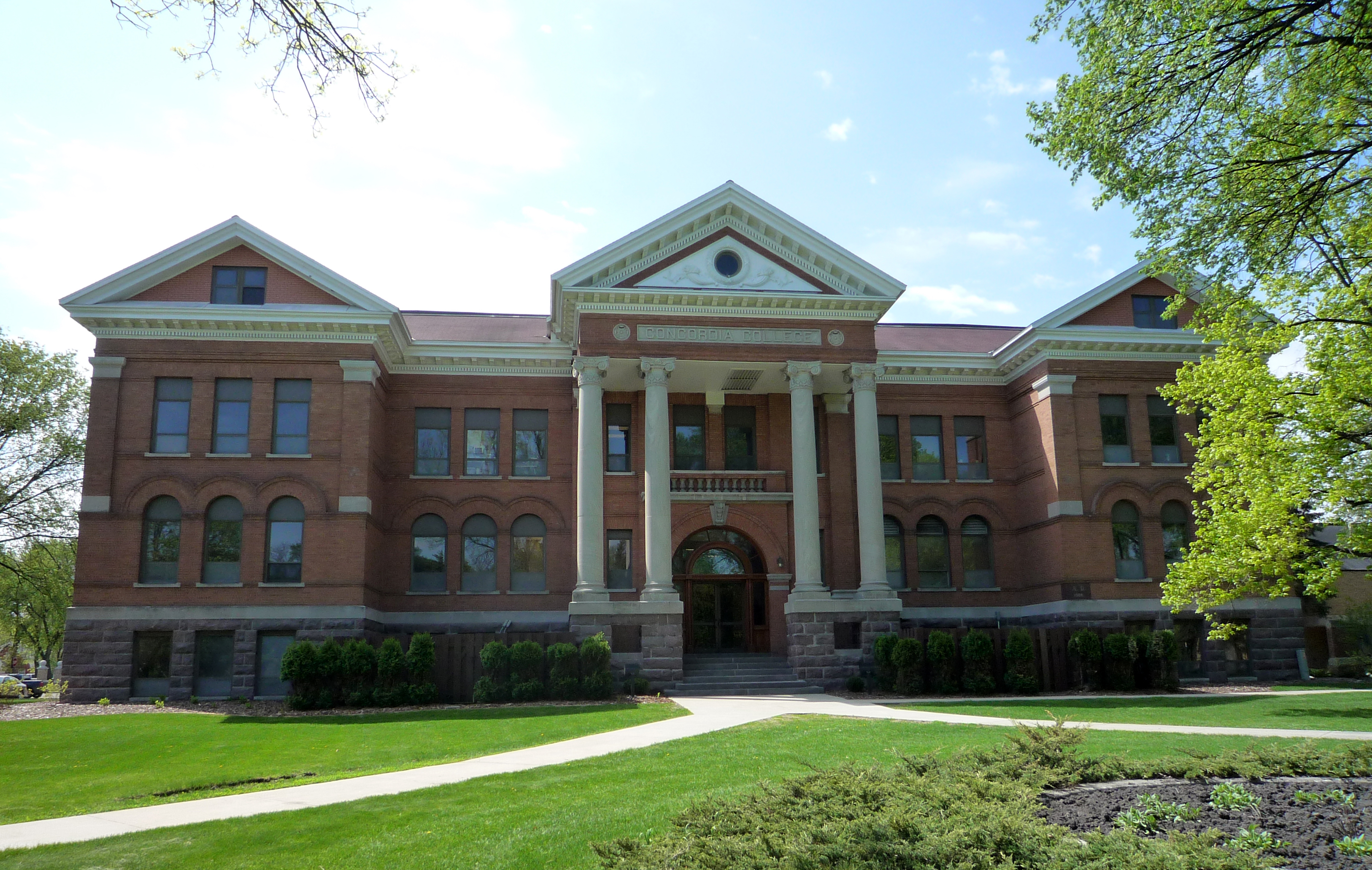
Das Concordia College in Moorhead, gelistet im NRHP

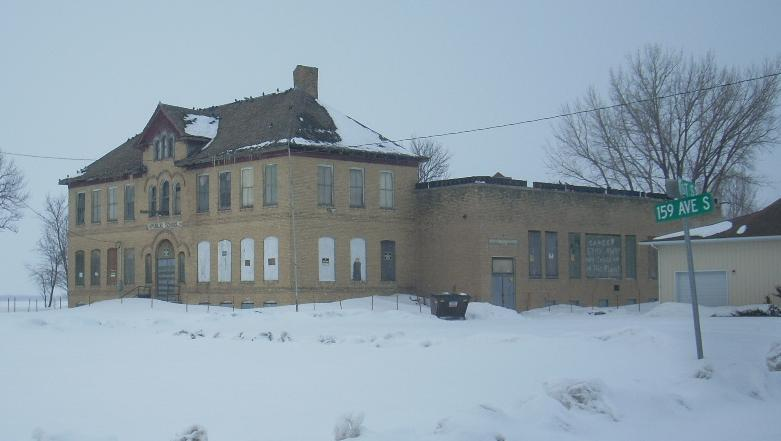
Die Comstock Public School, gelistet im NRHP

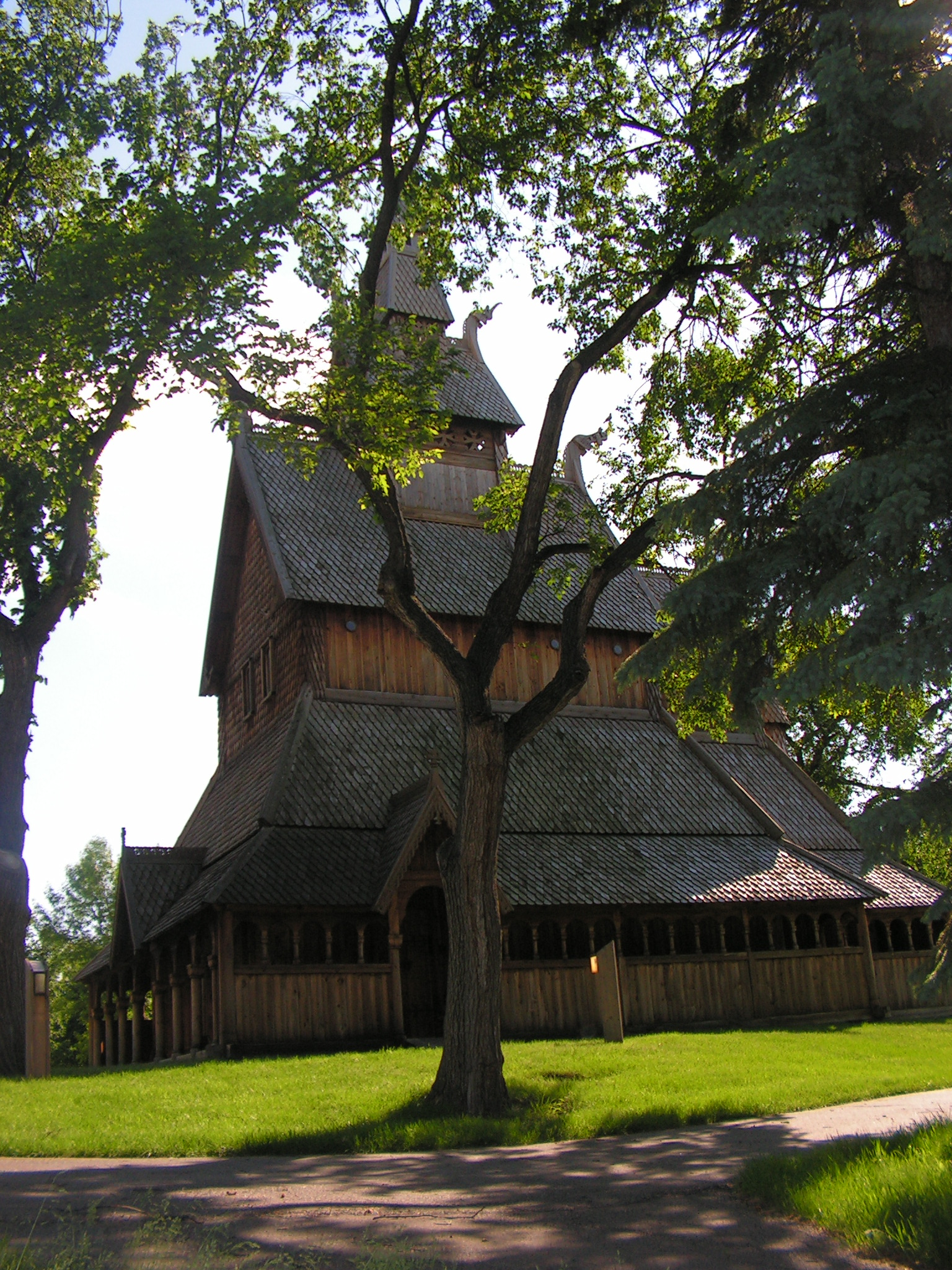
Hjemkomst Center

Nach der Volkszählung im Jahr 2010 lebten im Clay County 58.999 Menschen in 21.928 Haushalten. Die Bevölkerungsdichte betrug 21,8 Einwohner pro Quadratkilometer. In den 21.928 Haushalten lebten statistisch je 2,45 Personen.
Ethnisch betrachtet setzte sich die Bevölkerung zusammen aus 93,5 Prozent Weißen, 1,5 Prozent Afroamerikanern, 1,4 Prozent amerikanischen Ureinwohnern, 1,5 Prozent Asiaten, 0,1 Prozent Polynesiern sowie aus anderen ethnischen Gruppen; 2,0 Prozent stammten von zwei oder mehr Ethnien ab. Unabhängig von der ethnischen Zugehörigkeit waren 3,6 Prozent der Bevölkerung spanischer oder lateinamerikanischer Abstammung.
22,9 Prozent der Bevölkerung waren unter 18 Jahre alt, 65,2 Prozent waren zwischen 18 und 64 und 11,9 Prozent waren 65 Jahre oder älter. 50,6 Prozent der Bevölkerung war weiblich.

Das jährliche Durchschnittseinkommen eines Haushalts lag bei 52.108 USD. Das Pro-Kopf-Einkommen betrug 23.771 USD. 13,0 Prozent der Einwohner lebten unterhalb der Armutsgrenze.

## Ortschaften im Clay County
Citys
| - Barnesville - Comstock - Dilworth - Felton | - Georgetown - Glyndon - Hawley - Hitterdal | - Moorhead - Sabin - Ulen |

Census-designated places (CDP)
- Baker
- Oakport

Andere Unincorporated Communities
- Averill
- Downer
- Rollag
- Rustad

## Gliederung
Das Clay County ist neben den elf Citys in 30 Townships eingeteilt:
| Township             | Einwohner (2010) | FIPS     |
| -------------------- | ---------------- | -------- |
| Alliance Township    | 235              | 27-01054 |
| Barnesville Township | 147              | 27-03592 |
| Cromwell Township    | 345              | 27-13798 |
| Eglon Township       | 508              | 27-18314 |
| Elkton Township      | 308              | 27-18710 |
| Elmwood Township     | 415              | 27-19052 |
| Felton Township      | 86               | 27-20852 |
| Flowing Township     | 77               | 27-21482 |
| Georgetown Township  | 156              | 27-23516 |
| Glyndon Township     | 278              | 27-24200 |

| Township                | Einwohner (2010) | FIPS     |
| ----------------------- | ---------------- | -------- |
| Goose Prairie Township  | 175              | 27-24542 |
| Hagen Township          | 154              | 27-26504 |
| Hawley Township         | 474              | 27-27764 |
| Highland Grove Township | 288              | 27-28988 |
| Holy Cross Township     | 140              | 27-29906 |
| Humboldt Township       | 275              | 27-30428 |
| Keene Township          | 155              | 27-32552 |
| Kragnes Township        | 293              | 27-33704 |
| Kurtz Township          | 293              | 27-33812 |
| Moland Township         | 299              | 27-43576 |

| Township                | Einwohner (2010) | FIPS     |
| ----------------------- | ---------------- | -------- |
| Moorhead Township       | 169              | 27-43882 |
| Morken Township         | 156              | 27-44170 |
| Oakport Township        | 1797             | 27-47932 |
| Parke Township          | 485              | 27-49678 |
| Riverton Township       | 446              | 27-54718 |
| Skree Township          | 159              | 27-60718 |
| Spring Prairie Township | 368              | 27-62032 |
| Tansem Township         | 259              | 27-64192 |
| Ulen Township           | 174              | 27-66154 |
| Viding Township         | 103              | 27-67054 |